# 피라세탐
피라세탐(영어: Piracetam)은 뇌 손상 환자의 인지력 장애증상 개선에 처방되는 누트로픽 약물의 일종이다.
인지 능력과 뇌의 좌우반구의 정보교환을 향상시키며 두뇌의 노화를 느리게 한다는 주장이 있지만, 작용기전이 완벽하게 밝혀지지 않았다.
누트로필 또는 마이오캄이라는 상표명이 있다.

## 효과
건강한 사람을 대상의 한 피라세탐의 효과에 대한 연구는 극히 미미하다.
건강한 대학생들을 대상으로 2주간의 임상실험 결과 피라세탐이 언어 기억능력을 향상시킴을 입증했다.

## 같이 보기
- 애니라세탐
- 레비티라세탐